# ローナーポルシェ

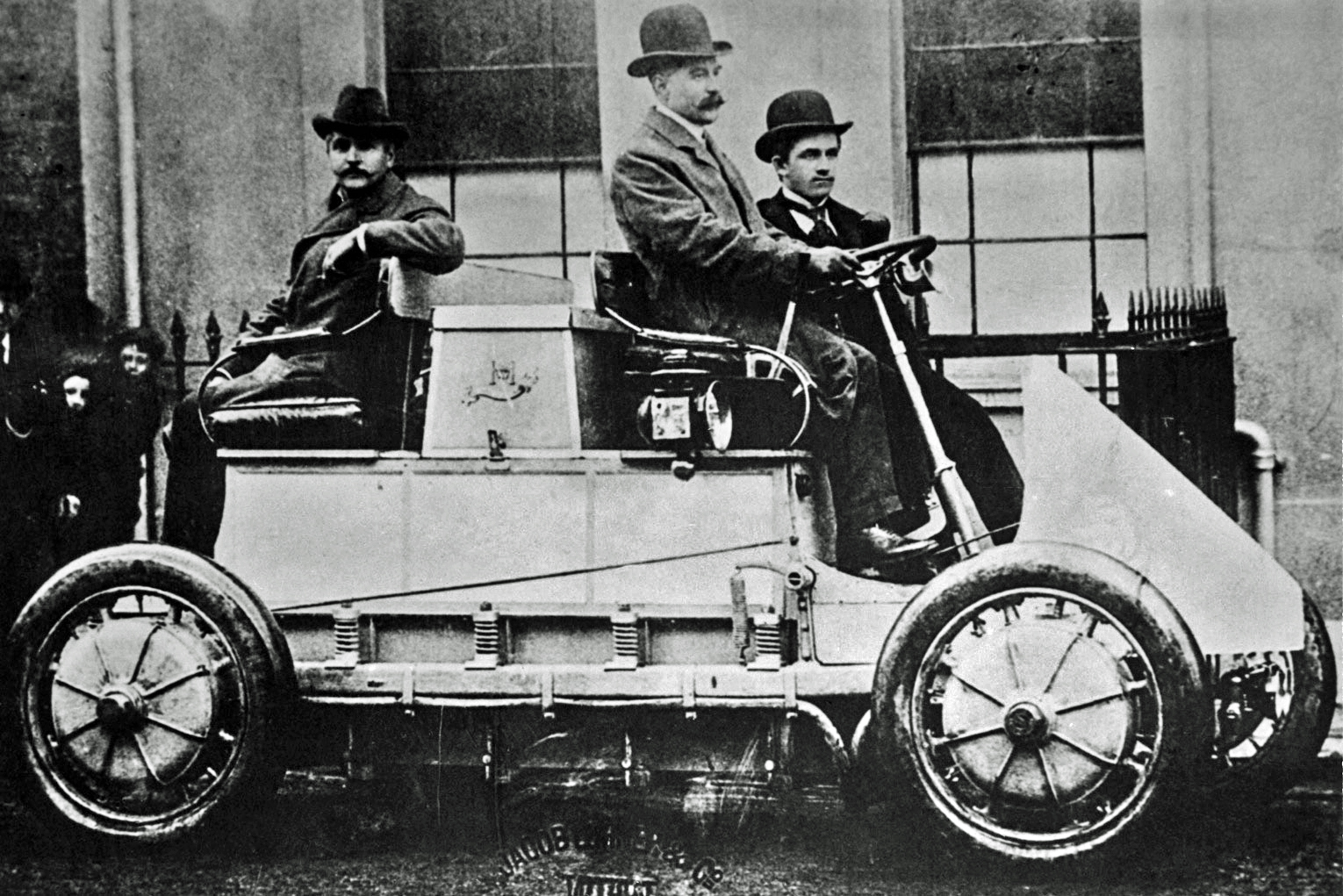
ローナーポルシェ

ローナーポルシェ（Lohner-Porsche）はローナーがフェルディナント・ポルシェの設計で製作した電気自動車（二次電池式電気自動車 = BEV）である。

## 概略
ローナーは1821年に設立された老舗の馬車製造商社で、非常に豪華なものも製造してオーストリア王室御用達の宮廷馬車メーカーとなっていたが、1896年12月1日に自動車製造に乗り出す意思を固めた。
内燃機関はまだ騒音が激しく操作しにくかったため、特に宮廷や劇場に乗り付けられるような自動車を考えていたローナーは電気自動車を作ることとした。
1898年にローナーはフェルディナント・ポルシェを雇い入れ、1899年秋に前輪ハブにモーターを組込んだ車両を計画した。ローナーは自社工場だけで10週間という極めて短期間にこの車両を完成させた。
総重量は980 kgで、このうち蓄電池が410 kg、モーター付き前車輪が115 kg。出力は2.5 PS / 120 rpmだが15 – 20分なら7 PSまで過負荷運転が可能だった。コントローラーは17 km/hまでと37 km/hまでの二種の速度があるが、スピードレースを目的とする場合60 km/hが可能であり、これは当時の絶対的世界記録が105.8 km/hであったことからすると驚異的な高性能であった。当時二輪制動が当然であった中、ブレーキ装置は後輪にしかついてなかったが、実際には電気モーターで前輪は制動できたので、実質四輪制動であった。トランスミッション、チェーン、差動装置など中間歯車装置は全くなく、トランスミッションのない世界最初の自動車となった。
1900年のパリ万国博覧会のオーストリア館に展示され、当時すでに有名だったメーカーが際立った新しい製品を出品しなかった中で、万博を報じた当時の専門誌は「ヤーコプ・ローナー社のローナーポルシェ製電気自動車がもっともすぐれている」と評した。
フェルディナント・ポルシェはこの電気自動車をレーシングカーに改造し、30 PSで90 km/h近い速度を得た。
後にフェルディナント・ポルシェは重い電池の代わりにガソリンエンジンでダイナモを回して発電しモーターを回す折衷案を考え、軍用トラクターにも応用した。

## 復刻再現
2011年3月に開催のジュネーブショーにて、111年前の「Panamera S Hybrid」の資料・図面から再現レプリカ「Semper Vivus」を復元した。同年5月10日から6月13日の期間にはポルシェ本社でも特別展「フェルディナンド・ポルシェ=ハイブリッドシステムのパイオニア」でも展示される計画であり、同年5月21日-翌22日にはデモンストレーション走行も行われる。